# 삼성동 (관악구)
삼성동(三聖洞)은 서울특별시 관악구의 행정동이다. 동명은 인근의 삼성산(三聖山)에서 유래하였다.

## 연혁
- 조선시대 : 경기도 시흥군 동면 신림리
- 1914년 4월 1일 : 경기도 시흥군 동면 신림리
- 1963년 1월 1일 : 서울특별시 영등포구 신림동
- 1970년 5월 18일 : 서울특별시 영등포구 신림2동
- 1973년 7월 1일 : 서울특별시 관악구 신림2동
- 1975년 10월 1일 : 신림6동이 신림2동에서 분동[2]
- 1980년 7월 1일 : 신림10동이 신림6동에서 분동[3]
- 2008년 9월 1일 : 신림6동과 신림10동을 삼성동으로 통합[4]
- 2023년 6월 1일: 일부 동네 재개발 및 철거에 들어감[5]

## 법정동
- 신림동

## 교육
- 서울원신초등학교
- 서울신우초등학교
- 광신중학교
- 광신고등학교
- 광신정보산업고등학교

## 체육시설
- 관악제이구민운동장